# Necca
ネットステーション Necca（ネットステーション ネッカ）は、 サムスン電子の系列会社であり、現在はインターネットカフェやカプセルホテル向けのPOSシステムなどの販売を行っているインターピアが2000年代に経営していたインターネットカフェである。

## 概要
韓国のPCバンのスタイルを日本に持ち込んだことで日本のネットカフェのモデルケースとなったインターネットカフェである。かつては日本国内に20店舗以上を展開していた。2000年12月に1号店となる渋谷店をオープン。2004年11月には、インターネットカフェでは初めて店内でウェブマネーを販売した。